# 38-й истребительный авиационный полк
38-й истребительный авиационный полк — воинская часть Вооружённых сил СССР в Великой Отечественной войне.

## История
Полк сформирован в апреле 1938 года как 25-й истребительный авиационный полк, в июне 1938 года переименован в 38-й истребительный авиационный полк, принимал участие в Освобождении Западной Украины и в Зимней войне.
В составе действующей армии с 22 июня 1941 по 3 мая 1942 года.
На 22 июня 1941 года базировался на аэродроме в Таллине, имея в наличии 63 И-16 и И-153 (из них 16 неисправных), входил в состав 4-й САД. C начала войны ведёт боевые действия в Прибалтике в Эстонии. К моменту начала непосредственной обороны Таллина в городе оставалось 16 самолётов из состава полка, остальная часть перебазировалась на аэродром восточнее Старой Руссы, где и действует до октября 1941 года. Так, 13 июля 1941 года ведёт бой над Сольцами.
В конце октября 1941 года выведен в тыл во 2-й запасной авиационный полк (Сейма), где получал самолёты ЛаГГ-3, пополнялся и обучался до конца декабря 1941 года.
29 декабря 1941 года направлен на передовую, и зачислен в состав 6-й смешанной авиационной дивизии. Базировался, в частности, в Крестцах, действовал в районах Рамушево — Старая Русса.
3 мая 1942 года преобразован в 21-й гвардейский истребительный авиационный полк.

## Подчинение
| Дата            | Фронт (округ)         | Армия      | Корпус | Дивизия                            | Примечания         |
| --------------- | --------------------- | ---------- | ------ | ---------------------------------- | ------------------ |
| 22.06.1941 года | Северо-Западный фронт | -          | -      | 4-я смешанная авиационная дивизия  | -                  |
| 01.07.1941 года | Северо-Западный фронт | -          | -      | 4-я смешанная авиационная дивизия  | -                  |
| 10.07.1941 года | Северо-Западный фронт | -          | -      | 4-я смешанная авиационная дивизия  | -                  |
| 01.08.1941 года | Северо-Западный фронт | -          | -      | 57-я смешанная авиационная дивизия | -                  |
| 01.09.1941 года | Северо-Западный фронт | 34-я армия | -      | 57-я смешанная авиационная дивизия | -                  |
| 01.10.1941 года | Северо-Западный фронт | 34-я армия | -      | 57-я смешанная авиационная дивизия | -                  |
| 01.11.1941 года | -                     | -          | -      | -                                  | переформировывался |
| 01.12.1941 года | -                     | -          | -      | -                                  | переформировывался |
| 01.01.1942 года | Северо-Западный фронт | -          | -      | 6-я смешанная авиационная дивизия  | -                  |
| 01.02.1942 года | Северо-Западный фронт | -          | -      | 41-я смешанная авиационная дивизия | -                  |
| 01.03.1942 года | Северо-Западный фронт | -          | -      | -                                  | -                  |
| 01.04.1942 года | Северо-Западный фронт | -          | -      | -                                  | -                  |
| 01.05.1942 года | Северо-Западный фронт | 11-я армия | -      | -                                  | -                  |

## Командиры
- майор Третьяков, Анатолий Васильевич, 1939
- майор Сюсюкалов, Никита Тимофеевич, 1939 — 01.1940
- майор Сиднев, Борис Арсеньевич, 04.1940 — 28.08.1941
- майор Ожередов Павел Иванович (погиб), 28.08.1941 — 19.05.1942

## Отличившиеся воины полка
| Награда | Ф. И. О.                          | Должность                     | Звание               | Дата награждения | Данные о вылетах и боях | Примечания                                                                        |
| ------- | --------------------------------- | ----------------------------- | -------------------- | --- | --- | --------------------------------------------------------------------------------- |
|         | Березин, Александр Яковлевич      | Помощник адъютанта эскадрильи | младший лейтенант    | 15.02.1968 | 56 боевых вылетов | 22.08.1941 совершил таран, награждён посмертно                                    |
|         | Жуков, Борис Иванович             | Штурман эскадрильи            | лейтенант            | | | 12.07.1941 совершил таран, остался жив                                            |
|         | Жуков,Михаил Никитович            | командир звена                | лейтенант            | | 101 боевой вылет, 16 воздушных боёв, 7 лично сбитых самолётов и 3 в группе. | 12.07.1941 совершил таран, остался жив, погиб 22.03.1942                          |
|         | Кавторадзе, Аристотель Степанович | Командир звена                | лейтенант            | 22.02.1941 | Участник советско-финской войны. 13.07.1941 совершил таран Me-109 | Погиб                                                                             |
|         | Коновченко Иван Александрович     | Лётчик                        | Старший лейтенант    | Приказ войскам Сев.-Зап. фронта №426 от 16.04.1942 г.                                                                                                | Сбил лично 4 самолета и 2 Ю-88 в группе. 19.08.1941 г. совершил таран бомбардировщика Ю-88 в районе дер. Зуевы Горки. Получил ранение в ногу и травму грудной клетки во время вынужденной посадки. | Погиб 26.04.1942 г.                                                               |
|         | Соболев Николай Григорьевич       | Командир эскадрильи           | майор                | Указ Президиума ВС СССР от 22.02.1941 г. Приказ войскам Сев.-Зап. фронта №587 от 15.05.1942 г. Приказ войскам Сев.-Зап. фронта №867 от 12.07.1942 г. | Участник боев в Испании. Во время советско-финской войны совершил 35 боевых вылетов. 21.07.1941 г. в паре сбил истребитель PZL P.24 юго-вост. н.п. Дно. 20.02.1942 г. лично сбил бомбардировщик Ю-88. 5-15.03.1942 г. сбил два Ю-52 лично и пять в группе. 04.03.1942 г. сбил бомбардировщик Ю-88 зап. Рамушево. 27.03.1942 г. в боях районе Рамушево-Соколово сбил истребитель Ме-115 и в группе два бомбардировщика. 18-25.04.1942 г. в боях в районе Мирогоща-Бологиже-Рамушево-Парфино сбил лично два бомбардировщика Ю-87 и в группе бомбардировщик Ю-87 и истребитель Ме-115. | 04.06.1942 г. назначен командиром 21-го гв. истребительного авиаполка.            |
|         | Чапчахов, Лазарь Сергеевич        | военный комиссар эскадрильи   | батальонный комиссар | Указ Президиума ВС СССР от 21.07.1942 г. | К моменту представления 268 боевых вылетов, 59 воздушных боёв, 8 лично сбитых самолётов и 19 в группе. | посмертно, на момент представления в течение недели являлся командиром 416-го иап |
|         | Чеботарёв, Иван Алексеевич        | военный комиссар эскадрильи   | политрук             | Указ Президиума ВС СССР от 22.02.1941 г. | Участник советско-финской войны. | 17.07.1941 совершил огненный таран                                                |
|         | Туркин, Фёдор Фёдорович           | командир звена                | старший лейтенант    | Указ Президиума ВС СССР от 22.02.1941 г. | Участник советско-финской войны. 11.07.1941 совершил огненный таран | Погиб                                                                             |